# 中别拉亚村委员会
中别拉亚村委员会（俄语：Среднебельский сельсовет）是俄罗斯联邦阿穆尔州伊万诺夫卡区所属的一个村委员会。其下辖有2个居民点，行政中心为中别拉亚。据2016年统计，该村委员会的人口为4009人。